# سویتواتر (نیوجرسی)
سویتواتر (به انگلیسی: Sweetwater) یک منطقهٔ مسکونی در ایالات متحده آمریکا است که در نیوجرسی واقع شده‌است. سویتواتر ۲ متر بالاتر از سطح دریا قرار دارد.